# Holo-ACP sintaza
Holo-ACP sintaza (EC 2.7.7.61, 2'-(5-fosforibozil)-3'-defosfo-KoA transferaza, 2'-(5-trifosforibozil)-3'-defosfo-KoA:apo-citrat lijaza, CitX, 2'-(5-trifosforibozil)-3'-defosfo-KoA:apo-citrat lijaza adenililtransferaza, 2'-(5-trifosforibozil)-3'-defosfo-KoA:apo-citrat lijaza 2'-(5-trifosforibozil)-3'-defosfo-KoA transferaza, 2'-(5-trifosforibozil)-3'-defosfo-KoA:apo-citrat-lijaza adenililtransferaza, holo-citrat lijaza sintaza) je enzim sa sistematskim imenom 2'-(5-trifosforibozil)-3'-defosfo-KoA:apo-citrat-lijaza 2'-(5-fosforibozil)-3'-defosfo-KoA-transferaza. Ovaj enzim katalizuje sledeću hemijsku reakciju
2'-(5-trifosforibozil)-3'-defosfo-KoA + citrat lijaza apo-[acil-nosilac protein] {\displaystyle \rightleftharpoons } citrat lijaza holo-[acil-nosilac protein] + difosfat
Gama-podjedinica EC 4.1.3.6, citrat (pro-3S) lijaza, služi kao acil-noseći protein (ACP).

## Literatura
- Nicholas C. Price; Lewis Stevens (1999). Fundamentals of Enzymology: The Cell and Molecular Biology of Catalytic Proteins (Third изд.). USA: Oxford University Press. ISBN 019850229X.
- Eric J. Toone (2006). Advances in Enzymology and Related Areas of Molecular Biology, Protein Evolution (Volume 75 изд.). Wiley-Interscience. ISBN 0471205036.
- Branden C; Tooze J. Introduction to Protein Structure. New York, NY: Garland Publishing. ISBN 0-8153-2305-0.
- Irwin H. Segel. Enzyme Kinetics: Behavior and Analysis of Rapid Equilibrium and Steady-State Enzyme Systems (Book 44 изд.). Wiley Classics Library. ISBN 0471303097.

## Spoljašnje veze
- Citrate+lyase+holo-(acyl-carrier+protein)+synthase на 